# 18-та механізована дивізія (Польща)
18-та «Залізна» механізована дивізія імені генерала броні Тадеуша Бука (пол. 18 Dywizja Zmechanizowana im. gen. broni Tadeusza Buka; Żelazna Dywizja, 18 DZ) — військове з'єднання, механізована дивізія Сухопутних військ Польщі. Підрозділи дивізії розташовані у східній частині Польщі, переважно на кордоні з Білоруссю і Україною.

## Історія
18-та піхотна «Залізна» дивізія Польщі першого формування відзначилася у польсько-українській війні 1918—1919 років, радянсько-польській війні 1920 року та у німецько-польській війні 1939 року. Після 1939 року у Війську Польському 18-ї дивізії не існувало.

### Формування

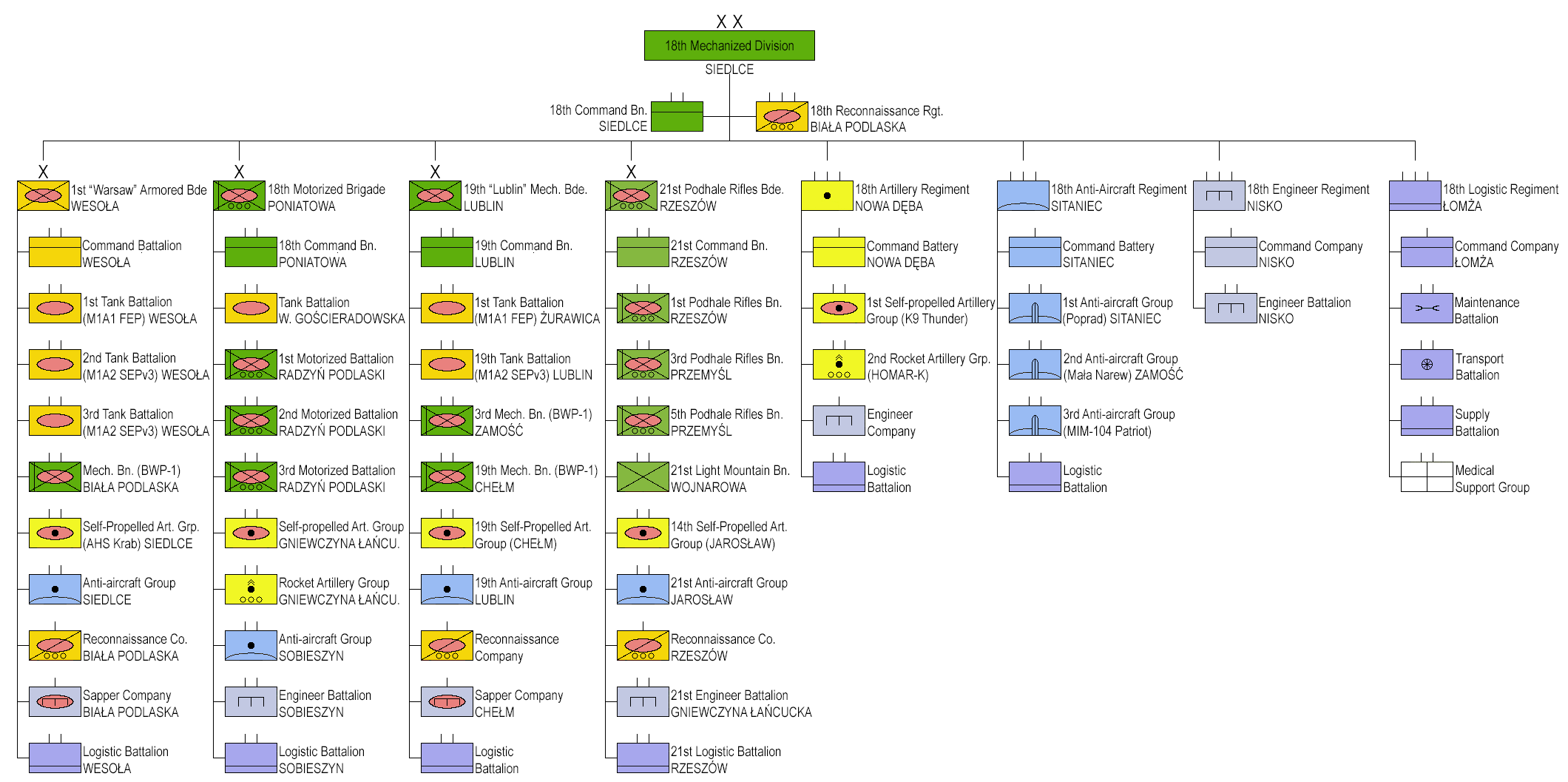
Склад 18-ї механізованої дивізії

Дивізія сформована у зв'язку зі зростанням військової загрози зі сторони Росії (війна на Сході України, військова присутність у Білорусі) 17 вересня 2018 на 79-ті роковини вступу РСЧА на терени Польщі за пактом Молотова — Ріббентропа.
Відповідно до постанови Міністра національної оборони № З-65 / орг. / П1 та № З-66 / ЗОіУ-П1 від 05.09.2018 р. про формування та виконання завдань щодо формування 18-ї механізованої дивізії, міністр національної оборони створив до 31 грудня 2018 року формування командування 18-ї механізованої дивізії в Седльцях.
За попереднім планом нова дивізія складатиметься з трьох бригад: 1-ї танкової, 21-ї гірсько-піхотної і 19-ї механізованої (створена у 2019 році).
Повне формування дивізії заплановано завершити 2026 року. Витрати на формування дивізії заплановано у 27 млрд злотих (7,1 млрд доларів США) протягом наступних 10 років.
Новостворена 18-та дивізія стала четвертою дивізією у поточному складі Сухопутних військ Польщі після 11-ї бронекавалерійської, та 12-ї і 16-ї механізованих дивізій.

## Склад
Підрозділи і ППД:
- 1-ша Варшавська танкова бригада[pl] (р-н Весола, Варшава)
- 18-та мотопіхотна бригада (пол. 18 Brygada Zmotoryzowana, Понятова)
- 19-та механізована бригада (пол. 19 Brygada Zmechanizowana, Люблін)
- 21-ша бригада Підгальських стрільців[pl] (Ряшів)
- 18-й артилерійський полк (Нова Демба)
- 18-й зенітний ракетний полк (Сітанець[3])
- 18-й полк забезпечення (Ломжа)
- 18-й саперний полк (Нисько)
- 18-й розвідувальний батальйон (Пшасниш)
- 18-й батальйон управління (Седльці)

| 18 РБ 18 ЗРП 18 ПЗ 18 ІСП 18 АП 18 БУ                                                                         | 1+2 ТБ 1+2 МБ САДн + ЗРДн 1 ГПБ 3+5 ГПБ 22 ГПБ САДн + ЗРДн | ТБ 1+2+3 МПБ РеАДн + САДн ЗРДн 19 ТБ + ЗРДн 1 ТБ 3 МБ 19 МБ + САДн |
| — 1-ша ТБр, — 18-та МПБр, — 19-та МБр, — 21-та ГПБр, — підрозділи безпосереднього дивізійного підпорядкування |                                                            |                                                                    |

## Традиції та відзнаки
Рішенням № 57 / ПН від 10 квітня 2019 року підрозділ перебрав традиції низки попередніх формувань:
- 7-ма стрілецька дивізія (1919 р.),
- Тактична група генерала Лорана Бонніна (1919 р.),
- Групи генерала Францишка Крайовського (1919 р.),
- 18-та стрілецька дивізія (1920—1939).

Дивізія отримала ім'я генерала Тадеуша Бука, а щорічне святкування дивізії було встановлено 5 вересня.
Рішенням № 75/ПН від 09.05.2019 р. до командування 18 МД введено пам'ятний знак, відмітний знак та вимпел до солдатського берета.

## Командир
- бригадний генерал Ярек Громадзиньський (2018 — дотепер)[6]